# Rivière à Claude
Pour les articles homonymes, voir Claude.
La rivière à Claude est un affluent du littoral sud de l'estuaire maritime du Saint-Laurent situé au Gaspésie-Îles-de-la-Madeleine dans la municipalité régionale de comté (MRC) de La Haute-Gaspésie, au Québec, au Canada.

## Géographie
La rivière à Claude prend sa source au lac à Claude (longueur : 2,0 km ; altitude : 708 m) lequel chevauche le Canton de Boisbuisson et la municipalité du village de Marsoui, dans les monts Chic-Chocs. Ce lac fait partie du Parc de conservation de la Gaspésie. Le lac à Claude est un lac enclavé entre les montagnes.
Ce lac est situé sur le versant nord de la ligne de partage des eaux avec le sous-bassin versant de la rivière Sainte-Anne-Est, laquelle coule vers le sud-ouest pour se déverser dans la Rivière Sainte-Anne (La Haute-Gaspésie). Ce lac est situé à 3,0 km au nord-est du sommet du mont de Cristal et à 3,2 km au nord-ouest du sommet du Petit Mont Auclair.
La forme du lac comporte quatre parties dont un petit lac situé dans la partie nord que le courant traverse. L'embouchure du lac à Claude est située à 14,3 km au sud du littoral sud du fleuve Saint-Laurent.
Dans sa zone de tête, la rivière à Claude draine plusieurs petits plans d'eau dont l'altitude varie entre 700 m et 800 m. Cette rivière coule dans une petite vallée étroite des monts Chic-Chocs qui font partie des Monts Notre-Dame. La rivière à Claude coule vers le nord en traversant le Parc national de la Gaspésie.
À partir de l'embouchure du lac à Claude, la rivière à Claude coule sur 17,8 km répartis selon les segments suivants :
- 0,7 km vers le nord-est dans la municipalité de Marsoui, jusqu'à la confluence d'un ruisseau (venant du nord-ouest) drainant quelques lacs ;
- 1,0 km vers le nord-est, jusqu'à la limite de la municipalité Rivière-à-Claude ;
- 1,0 km vers le nord-est dans Rivière-à-Claude, jusqu'à la confluence d'un ruisseau (venant du sud-est) ;
- 4,4 km vers le nord dans Rivière-à-Claude, jusqu'à la confluence de la coulée à Castonguay (venant de l'ouest) ;
- 5,3 km vers le nord, en passant du côté est de la montagne des Cain, jusqu'à la confluence de la coulée des Cabourons (venant du sud-est) ;
- 1,9 km vers le nord, jusqu'à la coulée à Épiphane (venant du sud-est) ;
- 1,9 km vers le nord, jusqu'à la coulée Ferrée qui est traversée par le ruisseau à Désiré (venant du sud-est) ;
- 0,9 km vers le nord-est, jusqu'à la route 132 ;
- 0,7 km vers l'ouest, jusqu'à sa confluence[3].

La rivière à Claude se déverse sur le littoral sud du fleuve Saint-Laurent dans la partie est du village de Rivière-à-Claude dans l'anse de Rivière-à-Claude. Cette confluence est située du côté ouest du Mont François-Bernèche.

## Toponymie
Le toponyme « rivière à Claude » a été officialisé le 5 décembre 1968 à la Commission de toponymie du Québec.